# Lyin' Eyes
«Lyin' Eyes» es una canción rock compuesta por Don Henley y Glenn Frey, grabada y publicada en 1975 por la banda estadounidense de rock Eagles, con Frey como vocalista principal. Fue el segundo sencillo del álbum One of These Nights, alcanzando la posición número dos en el Billboard Hot 100 (sería el único sencillo de la banda en lograr esta posición ya que, Island Girl de Elton John incluida en el álbum Rock of the Westies, ocupó la primera posición) y la ocho en el Hot Country Songs. También fue su único éxito de género country en alcanzar el top 40, hasta la llegada de How Long en 2007–2008.
La canción ganó el Premio Grammy por Mejor interpretación pop vocal por un grupo y fue nominada a Mejor grabación del año.

## Variaciones e historia
La versión del sencillo se acorta bastante de la duración del álbum, se sacó el segundo verso, el segundo coro y las cuatro líneas en el centro de la tercera estrofa. Las estaciones de radio del Top 40 en 1975 no solían pasar las canciones que duraran más de los 4 minutos, por lo que el tiempo de duración en el formato 45rpm fue catalogado como 3:58, cuando la verdadera duración de la canción era de 4:14.
Durante la gira de conciertos de Eagles en 2009, Glenn Frey habló sobre el origen de la canción diciendo que él y Don Henley solían ir con frecuencia a un bar en Los Ángeles llamado Dana Tana's donde, según ellos, la mujer más hermosa de todas las mujeres iba también. Ellos fueron testigos de un encuentro entre un hombre y una mujer donde componen una relación de amor secreto, y desde ahí surgió la idea de escribir la canción. Durante la gira de Eagles en 2013, Glenn explicó que fue escrita en tan sólo dos noches.

## Versiones
Entre las muchas versiones de la canción son la de Lynn Anderson, grabada en 1976 y la de Kenny Rankin, versión de 1980 incluida en el álbum After The Roses. La banda Diamond Rio hizo una versión de la canción en 1993 para el recopilatorio Common Thread: The Songs of the Eagles. Dolly Parton ha citado mucho a la canción como su «canción favorita y personal», la interpretó en su show de 1976 Dolly!.
La canción fue incluida en la banda sonora de la película de 1980 Cowboy de ciudad. Se la puede escuchar en la escena en que Sissy (Debra Winger) se enoja con Bud (John Travolta) durante la cena para decirle "Hola" al personaje de Jerry Hall.

## Estilo musical
Musicalmente, «Lyin' Eyes» combina elementos de country, pop, rock, y estilos de la música folk.

### Letra
«Lyin' Eyes» describe, principalmente en tercera persona, la historia de una joven mujer casada con un rico anciano que no puede o no quiere satisfacerla románticamente y/o sexualmente. Ella encuentra, no la total liberación, pero si la total satisfacción con otro hombre, pero:  
She wonders how it ever got this crazy...
Did she get tired, or did she just get lazy?
She's so far gone she feels just like a fool.
Las letras a continuación, cambian a la segunda persona y habla de la protagonista femenina "You're still the same old girl you used to be."

## Personal
- Glenn Frey: Vocalista principal, guitarra acústica
- Don Henley: Batería, percusión, voz líder y coros.
- Bernie Leadon: Guitarra líder, coros
- Don Felder: Guitarra acústica, Mandolina
- Randy Meisner: Bajo eléctrico, coros
- Jim Ed Norman: Piano

## Posicionamiento en listas
| Lista (1975)                            | Máxima posición |
| --------------------------------------- | --------------- |
| Billboard Hot 100                       | 2               |
| Billboard Hot Adult Contemporary Tracks | 3               |
| Billboard Hot Country Singles           | 8               |
| Canadian RPM Top Singles                | 19              |
| Canadian RPM Adult Contemporary Tracks  | 4               |
| Canadian RPM Country Tracks             | 20              |
| U.K. Singles Chart                      | 23              |